# 毕安祺
毕安祺（英語：Carl Whiting Bishop，1881年7月12日—1942年6月16日），美国考古学家、人类学家，以东亚研究见长。
毕安祺出生于日本东京的一个传教士家庭。1898年回到美国，先后读于漢普登-悉尼學院、德葩大学，1912年获文学士学位。后赴哥伦比亚大学人类学系就读，师从著名人类学家弗朗茨·博厄斯，1913年获硕士学位。1914年至1918年他作为宾夕法尼亚大学博物馆馆长助理来到中国考察。1918年至1920年曾兼任美国驻华使馆海军副武参赞。1921年他回到哥伦比亚大学从事人类学研究。次年出任史密森尼学会下的弗瑞尔艺廊副馆长。此后，他分别于1923年至1927年、1929年至1934年两度带领考察队来到中国进行考古学研究。1934年回到华盛顿后，仍在弗瑞尔艺廊任考古学助理，直至1942年逝世。
他曾撰写过许多关于中国的考古学论文，并著有《东方文化起源简介》（The Origin of Far Eastern Civilizations: A Brief Handbook）一书。